# D 635 (Türkei)
Die Straße D 635 (Devlet yolu 635) ist eine 159 km lange Straße in der Türkei.

## Verlauf
Die Straße zweigt bei Kızılkaya im Süden der Stadt Bucak (Burdur) von der Nord-Süd-Achse der Fernstraße D 650 zunächst nach Westen ab, wendet sich dann nach Südwesten, kreuzt in Korkuteli die D 350 (Europastraße 87), die Fethiye mit Antalya verbindet, und führt über den Pass Karamanbeli Geçidi (1290 m) nach Elmalı. Von dort aus folgt sie generell einer südlichen Richtung, überschreitet den Pass Avlanbeli Geçidi (1120 m), folgt dem kleinen Fluss Akçay (nicht identisch mit dem Akçay (Großer Mäander)) und trifft an der Küste des Mittelmeers in Finike auf die der Küste folgende D 400, an der sie endet.